# Harb ibn Umayya
Ḥarb ibn Umayya ibn ʿAbd Shams (in arabo ﺣﺮﺐ ﺑﻦ ﺍﻣﻴـة ﺑﻦ ﻋﺒﺪ ﺷﻤﺲ‎?; fl. VII secolo) fu il padre di Abu Sufyan e il suocero di Abū Lahab dell'altro clan egemone dei Quraysh di Mecca ai primi del VII secolo.
Di lui si diceva che fosse stato tra i primi a scrivere in arabo: cosa assolutamente non credibile, visto che la lingua era lungi dall'aver trovato un'acconcia sistemazione.
Amico di ʿAbd al-Muṭṭalib b. Hāshim, prese le redini commerciali e militari della città alla sua morte, tanto da guidare i Quraysh nella cosiddetta Guerra di Fijar.
La sua fama fu però oscurata dalle successive inimicizie tra Banu Hashim e Banu 'Abd Shams, che riverberarono i loro effetti negativi, in età islamica, sui secondi.